# Liste der Baudenkmäler in Wiesent
Auf dieser Seite sind die Baudenkmäler in der Oberpfälzer Gemeinde Wiesent zusammengestellt. Diese Tabelle ist eine Teilliste der Liste der Baudenkmäler in Bayern. Grundlage ist die Bayerische Denkmalliste, die auf Basis des Bayerischen Denkmalschutzgesetzes vom 1. Oktober 1973 erstmals erstellt wurde und seither durch das Bayerische Landesamt für Denkmalpflege geführt wird. Die folgenden Angaben ersetzen nicht die rechtsverbindliche Auskunft der Denkmalschutzbehörde.
 Die Liste gibt den Fortschreibungsstand vom 5. Februar 2017 wieder und umfasst zwanzig Baudenkmäler.

## Baudenkmäler nach Ortsteilen

### Wiesent
| Lage                                                    | Objekt                                                                     | Beschreibung | Akten-Nr.     | Bild                                                                       |
| ------------------------------------------------------- | -------------------------------------------------------------------------- | --- | ------------- | -------------------------------------------------------------------------- |
| Bahnhofstraße 15 (Standort)                             | Grenzstein der ehemaligen Herrschaft Wiesent und des Hochstifts Regensburg | Rundbogig geschlossen, mit Wappen und Initialen, Grünsandstein, bezeichnet mit „1598“. | D-3-75-209-21 | Grenzstein der ehemaligen Herrschaft Wiesent und des Hochstifts Regensburg |
| Frauenzeller Straße 25 (Standort)                       | Wohnhaus                                                                   | Eingeschossiger und giebelständiger Mansarddachbau mit Halbwalm, erste Hälfte 19. Jahrhundert. | D-3-75-209-1  | Wohnhaus                                                                   |
| Kirchweg 4 (Standort)                                   | Katholische Pfarrkirche Mariä Himmelfahrt                                  | Polygonaler Chor mit Flankenturm mit Zwiebelhaube und Pilastergliederung, 1707 (Langhaus 1970); mit Ausstattung; Reste der Friedhofsmauer, Granitbruchstein, Anfang 18. Jahrhundert; 31 Schmiedeisenkreuze um die Kirche, 17./18. Jahrhundert. | D-3-75-209-3  | weitere Bilder                                                             |
| Lerchenhaubenweg 2 (Standort)                           | Steinkreuz                                                                 | Griechische Form mit Wappen, auf rundem Sockel und polygonalem Schaft, Granit, bezeichnet mit „1625“. | D-3-75-209-8  | Steinkreuz                                                                 |
| Petersberger Straße 5; Petersberger Straße 7 (Standort) | Ehemaliges Bauernhaus                                                      | Zweigeschossiger und giebelständiger Blockbau mit Flachsatteldach, 18. Jahrhundert, östliche Hälfte weitgehend massiv erneuert. | D-3-75-209-4  | Ehemaliges Bauernhaus                                                      |
| Regensburger Straße 16 (Standort)                       | Katholische Nebenkirche Mariä Heimsuchung, sogenannte Lindenkapelle        | Giebelständiger Saalbau mit eingezogener Apsis, Giebeldachreiter mit Zwiebelhaube, Putzgliederungen und Schindeldachung, neugotisch, 1831–32; mit Ausstattung. | D-3-75-209-5  | Katholische Nebenkirche Mariä Heimsuchung, sogenannte Lindenkapelle        |
| Schloßplatz 1 (Standort)                                | Schloss                                                                    | Gegliederte Mehrflügelanlage, Südflügel zweigeschossiger Walmdachbau mit geknickter Fassade, Ecktürmen und gewölbter Durchfahrt mit rustiziertem Portal, bezeichnet mit „1695“; Ostflügel, zweigeschossiger und gestelzter Walmdachbau mit Dreiecksgiebel, 1762, daran Nordostflügel zweigeschossiger Halbwalmdachbau mit Aufzugsgaube, 18. Jahrhundert; Westflügel, eingeschossiger Wirtschaftsbau mit Walmdach und Aufzugsgaube, wohl 18. Jahrhundert; ehemalige Remise, eingeschossiger Satteldachbau mit Halbwalm, mit Hoftor und Reststück der Schlossmauer, 18./19. Jahrhundert | D-3-75-209-6  | weitere Bilder                                                             |
| Nähe Schloßplatz (Standort)                             | Figur des heiligen Nepomuk auf Wappensockel                                | Sandstein, spätbarock, um 1760. | D-3-75-209-7  | Figur des heiligen Nepomuk auf Wappensockel                                |
| Nähe Schloßplatz (Standort)                             | Kriegerdenkmal für 1870/71, 1914–18 und 1939–45                            | Bronzefigur auf Inschriftpfeiler, Sandstein, 1895 von Josef Schöpperl, 1919 erhöht. | D-3-75-209-20 | Kriegerdenkmal für 1870/71, 1914–18 und 1939–45                            |

### Dietersweg
| Lage                                  | Objekt                             | Beschreibung | Akten-Nr.     | Bild                               |
| ------------------------------------- | ---------------------------------- | --- | ------------- | ---------------------------------- |
| Dietersweg 7; Dietersweg 9 (Standort) | Bauernhaus                         | Eingeschossiger und giebelständiger Satteldachbau mit Blockbau-Kniestock und Giebelschrot, erste Hälfte 19. Jahrhundert. | D-3-75-209-11 | BW                                 |
| Dietersweg 22 (Standort)              | Kath. Nebenkirche St. Bartholomäus | Traufständiger Saalbau mit eingezogenem Chor und Fassadenturm mit Spitzdach, neugotisch, bezeichnet mit „1896“; mit Ausstattung. | D-3-75-209-9  | Kath. Nebenkirche St. Bartholomäus |
| Dietersweg 40 (Standort)              | Bauernhof                          | Ehemaliges Wohnhaus, zweigeschossiger und traufständiger Satteldachbau mit Blockbau-Obergeschoss und Schrot, 18. Jahrhundert; Austragshaus, Blockbau mit Satteldach, Halbwalm und Giebelschrot, 18. Jahrhundert, mit angebautem Schupfen, Ständerbau mit Satteldach. | D-3-75-209-10 | BW                                 |

### Ettersdorf
| Lage                    | Objekt                         | Beschreibung                                                         | Akten-Nr.     | Bild                           |
| ----------------------- | ------------------------------ | -------------------------------------------------------------------- | ------------- | ------------------------------ |
| Ettersdorf 1 (Standort) | Zugehöriges Wirtschaftsgebäude | Traufständiger Steildachbau, Bruchstein und Ziegel, 18. Jahrhundert. | D-3-75-209-12 | Zugehöriges Wirtschaftsgebäude |

### Heilsberg
| Lage                          | Objekt                         | Beschreibung | Akten-Nr.     | Bild           |
| ----------------------------- | ------------------------------ | --- | ------------- | -------------- |
| Heilsberger Schloß (Standort) | Burgruine Heilsberg-Pangerlhof | Mit Stumpf des Bergfrieds, Gussmauerwerk mit Buckelquaderverkleidung, Granit und Rest eines Mauerzugs mit Rundbogen, Granitbruchstein, 12. Jahrhundert, aufgegeben um 1500; mit System von Wällen und Gräben. | D-3-75-209-13 | weitere Bilder |

### Hermannsöd
| Lage                    | Objekt                | Beschreibung | Akten-Nr.     | Bild |
| ----------------------- | --------------------- | --- | ------------- | ---- |
| Hermannsöd 1 (Standort) | Ehemaliges Bauernhaus | Eingeschossiger Halbwalmdachbau mit verschindeltem Giebel und Fußwalm, Anfang 19. Jahrhundert. | D-3-75-209-14 | BW   |
| Hermannsöd 2 (Standort) | Kleinbauernhof        | Ehemaliges Wohnstallhaus, eingeschossiger Satteldachbau mit Zwerchhaus, Blockbau-Kniestock neu; Stadel, verbretterter Ständerbau mit Satteldach; Backofen, Flachsatteldachbau mit korbbogiger Wölbung, Bruchsteinmauerwerk, Granit; 19. Jahrhundert. | D-3-75-209-19 | BW   |

### Kruckenberg
| Lage                      | Objekt                                | Beschreibung                                                                                                  | Akten-Nr.     | Bild                                  |
| ------------------------- | ------------------------------------- | --- | ------------- | ------------------------------------- |
| Kruckenberg 35 (Standort) | Katholische Filialkirche St. Matthäus | Saalbau mit abgewalmtem Satteldach und Fassadenturm mit Spitzdach, klassizistisch, 1845; mit Ausstattung.     | D-3-75-209-15 | Katholische Filialkirche St. Matthäus |
| Lehmhofstraße (Standort)  | Wegkapelle                            | Giebelständiger Satteldachbau mit segmentbogiger Öffnung, Anfang 20. Jahrhundert, Versetzung und Neubau 1953. | D-3-75-209-16 | Wegkapelle                            |

### Lehmhof
| Lage                 | Objekt                        | Beschreibung | Akten-Nr.     | Bild           |
| -------------------- | ----------------------------- | --- | ------------- | -------------- |
| Lehmhof 1 (Standort) | Hofkapelle vierzehn Nothelfer | Giebelständiger Satteldachbau mit eingezogener Apsis und Giebelfront mit Putzgliederungen, neugotisch, um 1880; mit Ausstattung. | D-3-75-209-17 | weitere Bilder |

### Neumühle
| Lage                     | Objekt        | Beschreibung                                | Akten-Nr.     | Bild |
| ------------------------ | ------------- | ------------------------------------------- | ------------- | ---- |
| Nähe Neumühle (Standort) | Kleiner Altar | Rokoko, wohl 1776; in der neuen Wegkapelle. | D-3-75-209-18 | BW   |